# Waterpoort (Tiel)

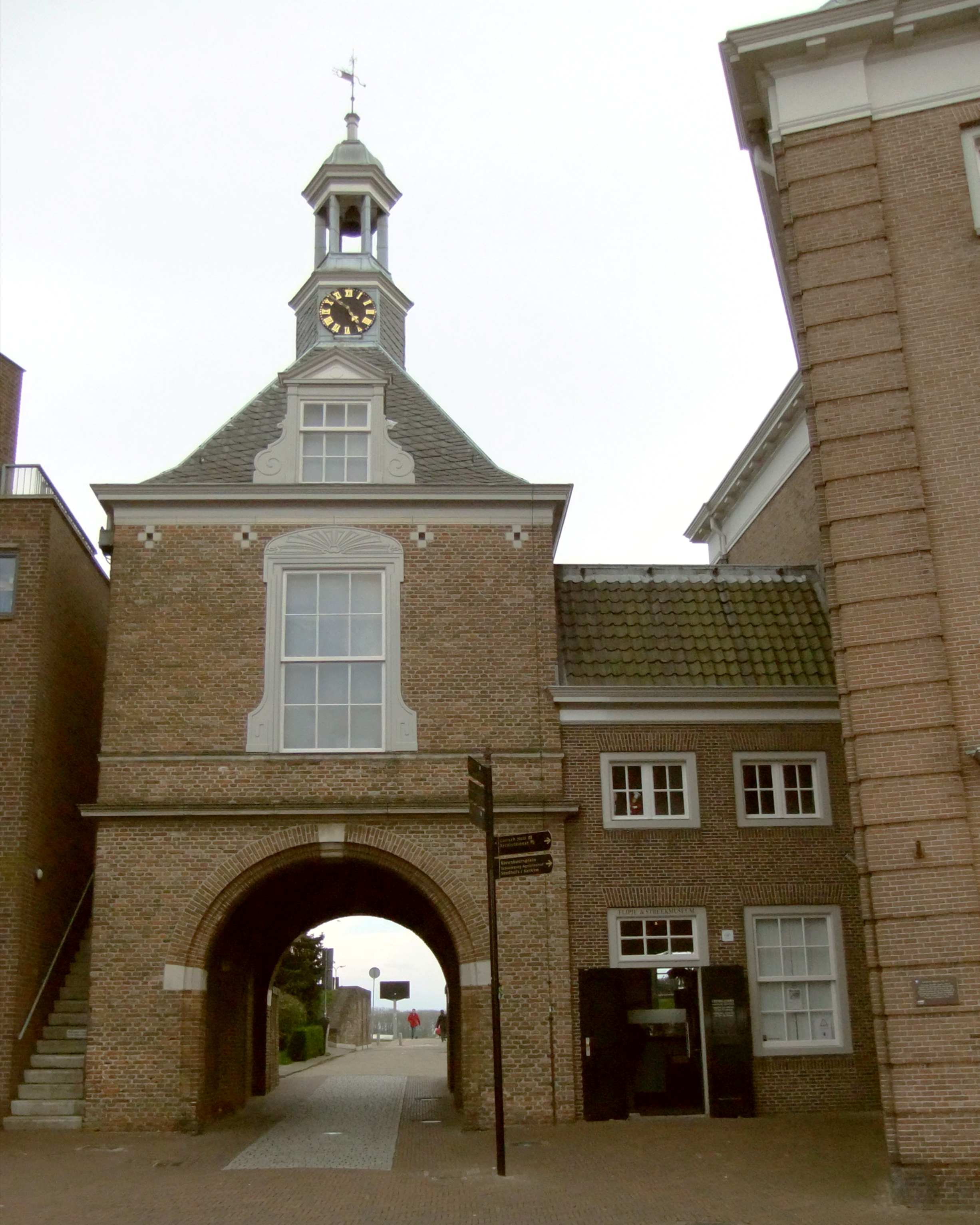
De Waterpoort vanaf het Plein

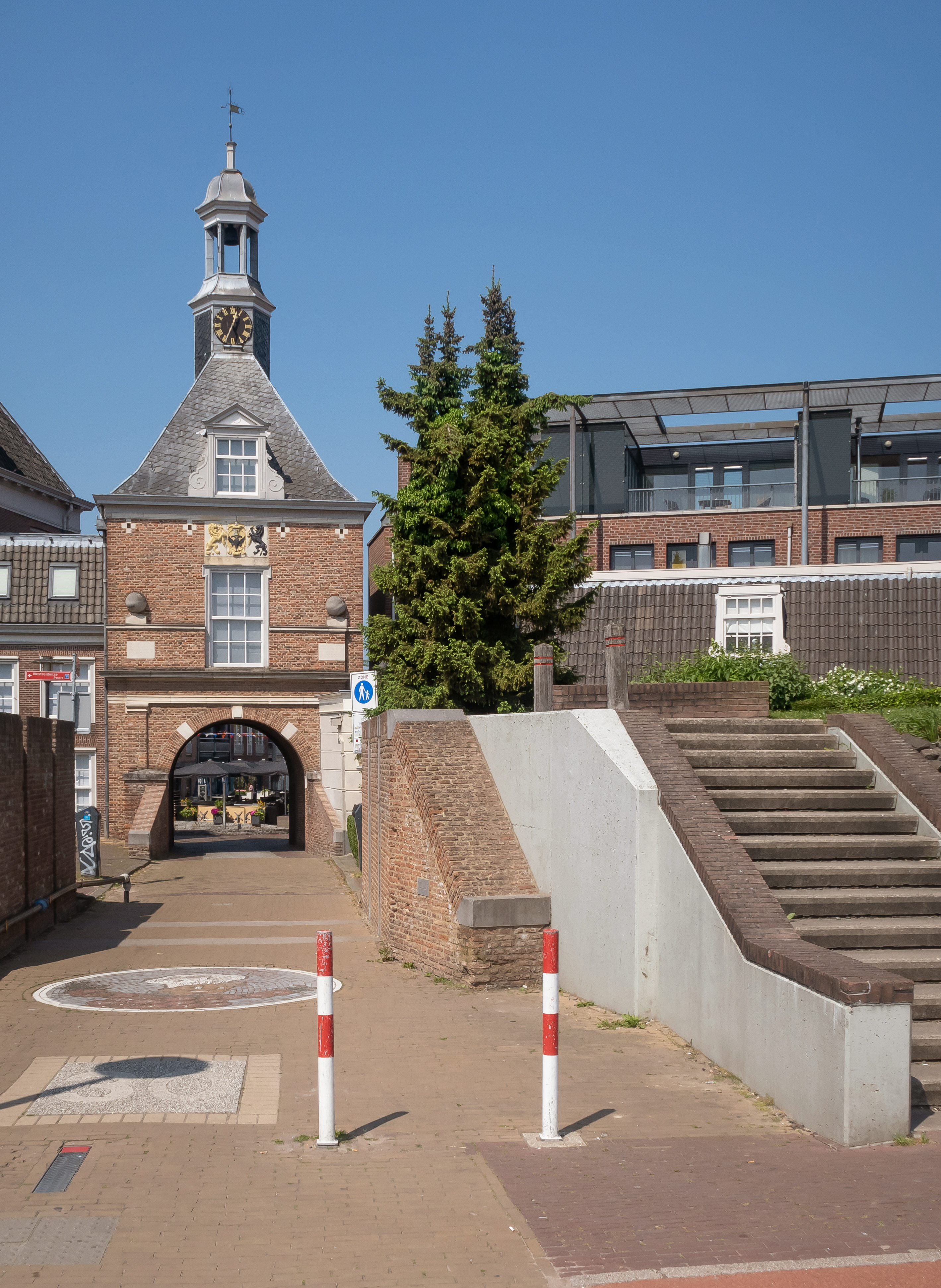
De Waterpoort vanaf de Havendijk

De Waterpoort in de Nederlandse stad Tiel is in 1647 gebouwd. Tiel was indertijd een versterkte stad met stadsmuren, grachten en vier poorten: de Kleibergse Poort, de Westluidense Poort, de Burense Poort en de Zandwijckse Poort. Een jaar eerder was de binnenhaven al gedempt, waardoor het Plein ontstond waaraan de Waterpoort ligt. De Waterpoort heeft dus nooit gediend als toegangspoort tot de haven, maar was de buitenpoort van de toenmalige Kleibergse Poort in de stadsmuur. Tot 1782 lag er een gracht met een brug voor de poort.
In de laatste winter van de Tweede Wereldoorlog werd Tiel zwaar getroffen tijdens gevechten tussen de Duitse bezetters die in de stad gelegerd waren en de geallieerden aan de bevrijde overkant van de Waal. In november 1944 werd de Waterpoort door de Duitsers opgeblazen, om het de geallieerden te bemoeilijken de stad in te komen.
In 1979 werd de poort volledig herbouwd. Hij is nu onderdeel van het Flipje & Streekmuseum Tiel.
In de voorgevel is onder het dak het originele zeventiende-eeuwse wapen van Tiel te zien, met de tekst Asylum gentis Batavorum (toevluchtsoord voor het Bataafse volk).
Bij de herbouw is in de poort een gedenksteen aangebracht uit 1528, die afkomstig is uit de in 1853 afgebroken Burense Poort. Deze stond bij de brug over de gracht bij het Burgemeester Hasselmanplein. De kop op de steen luidt Trophaeum in liberationem obsidionis ('gedenkteken voor de bevrijding van het beleg'). Daaronder staat de volgende tekst:
Aspice, qui transis, hanc portam moenia turres,

tormentis jaculis quam lacerata feris,

fortius exurgam Batavorum gentis asylum,

pro quibus ut vici praelia dura mihi
17e-eeuwse vertaling:

Siet, hoe mijn' vesten poort en torens zijn beschoten,

en als van een gescheurd door bouten en geschut,

noch zal mijn Betouws Burght staen trotzer na die stoten,

tot welkers heijl sij heeft dit onheijl afgeschut

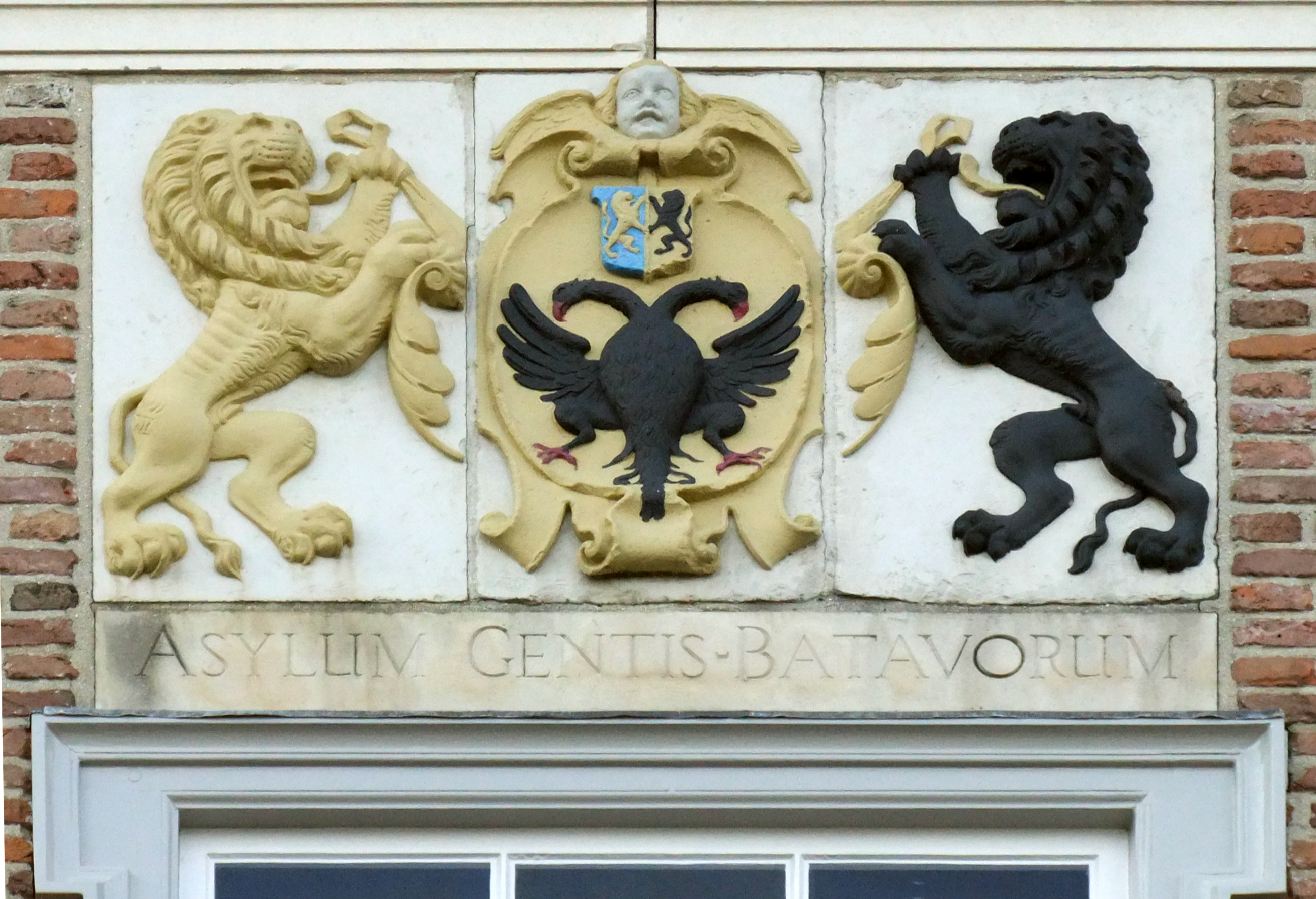
Gevelsteen met het wapen van Tiel
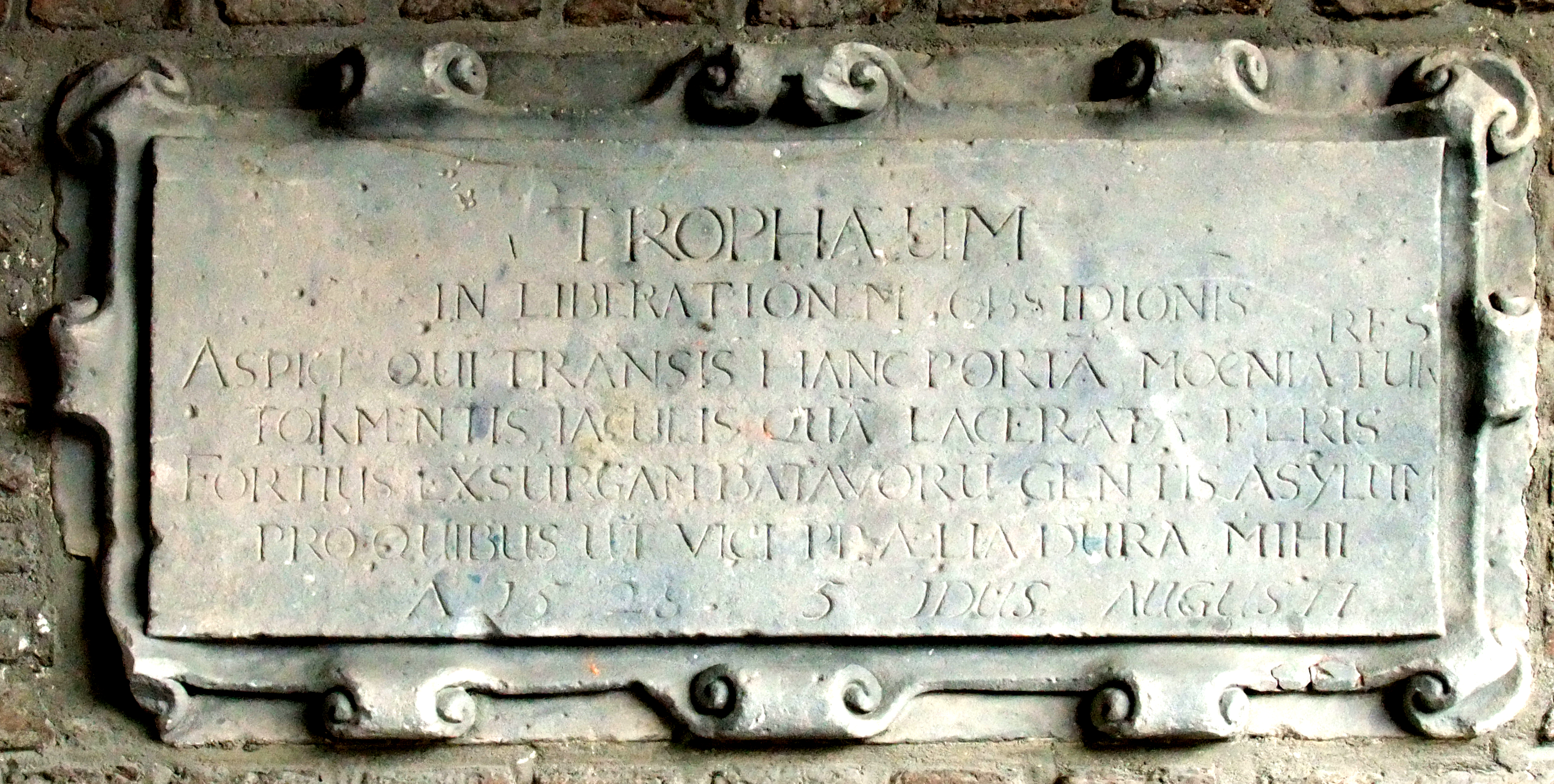
17e-eeuwse tekst in de Waterpoort

Burcht van Tiel · Burense Poort · Dampoort · Hof van Arkel · Huchtpoort · Strotoren · Tolhuis · Waterpoort · Westluidense Poort · Zandwijckse Poort